# پدرخوانده (بازی ویدئویی)
پدرخوانده (به انگلیسی: The Godfather) یک بازی ویدئویی جهان باز و اکشن-ماجراجویی ساختهٔ کارگاه ویسرال گیمز است که در سال ۲۰۰۶ توسط شرکت الکترونیک آرتس منتشر شد. این بازی ابتدا در مارس ۲۰۰۶ برای پلی‌استیشن ۲، مایکروسافت و اکس‌باکس منتشر شد و بعدها برای پلی‌استیشن همراه با عنوان پدرخوانده: جنگ بین‌گروهی (به انگلیسی: The Godfather: Mob Wars)، برای اکس‌باکس ۳۶۰ با عنوان پدرخوانده: بازی (به انگلیسی: The Godfather: The Game) و برای وی با عنوان پدرخوانده: نسخه بلک‌هند (به انگلیسی: The Godfather: Blackhand Edition) انتشار یافت.
این بازی براساس فیلم پدرخوانده که در سال ۱۹۷۲ براساس رمانی به همین نام ساخته شده، تولید شده است. قهرمان اصلی داستان شخصی به نام آلدو تراپانی است که در فیلم حضور ندارد اما بازیْ او را در شرایطی قرار می‌دهد که در مسیر پیشرفت در خانواده‌های مافیایی، در بسیاری از صحنه‌هایی که در فیلم نیز بودند نقش اساسی ولی دیده‌نشده‌ای ایفا می‌کند. برای مثال او در نقش کسی که ویتو کورلئونه را بعد از تیر خوردن به بیمارستان می‌برد یا کسی که تفنگی را برای مایکل کورلئونه در توالت مخفی می‌کند قرار می‌گیرد.

## گیم‌پلی
بازی پدرخوانده یک عنوان اکشن-ماجراجویی جهان باز است که از دیدگاه سوم شخص انجام می‌شود. در این بازی، بازیکن کنترل آلدو تراپانی، شخصیت اصلی داستان را بر عهده دارد که طی مسیر صعود در سلسله مراتب خانواده کورلئونه، بارها با رویدادهای فیلم اصلی تلاقی پیدا می‌کند.  
مکانیک اصلی بازی مشابه بسیاری از عناوین جهان باز است:  
- بازیکن می‌تواند آزادانه در شهر حرکت کند.  
- خودروها را تصاحب کند.  
- به دلخواه با شهروندان عادی تعامل داشته باشد (حتی به آن‌ها حمله یا آن‌ها را به قتل برساند).  
- داستان اصلی را با سرعت مورد نظر خود پیش ببرد و هرچقدر بخواهد به گشت‌وگذار در شهر بپردازد.  
این بازی به بازیکن این آزادی عمل را می‌دهد که همزمان با پیشبرد مأموریت‌های داستانی، به کشف محیط بازی و انجام فعالیت‌های جانبی بپردازد.
حالت حمله‌
بخش اصلی گیم پلی بازی بر پایه مکانیک تیراندازی از دید سوم شخص ساخته شده است. بازیکن می تواند از انواع سلاح های گرم شامل تپانچه کمری ۳۸، پیستول استاندارد، مگنوم، تامی گان و شاتگان استفاده کند. همچنین سلاح های پرتابی مانند کوکتل مولوتف و دینامیت نیز در اختیار بازیکن قرار دارد.
سیستم هدف گیری بازی از دو روش تشکیل شده: سیستم قفل خودکار و هدف گیری دستی. در حالت قفل خودکار، با ثابت نگه داشتن هدف، نشانگر مخصوصی روی صفحه ظاهر می شود که هرچه مدت زمان بیشتری روی هدف باقی بماند، دقیق تر و متمرکزتر می شود. در حالت هدف گیری دستی، بازیکن آزادی کامل در انتخاب نقطه شلیک دارد.
در سیستم قفل خودکار، بازیکن می تواند نشانگر را روی نقاط مختلف بدن دشمن حرکت دهد. وقتی نشانگر به رنگ قرمز درآید، به معنای شناسایی نقاط حساس بدن شامل شانه ها، زانوها و کشاله ران است. آسیب به هرکدام از این نقاط اثرات متفاوتی دارد: شلیک به زانوها یا کشاله ران باعث محدودیت حرکت دشمن می شود، در حالی که اصابت به شانه ها توانایی شلیک دشمن را مختل می کند.
سیستم مبارزه نزدیک بازی که با نام "بلک هند" شناخته می شود، امکان اجرای انواع حرکات رزمی را فراهم می کند. بازیکن می تواند با استفاده از اهرم آنالوگ سمت راست، حملات سبک و سنگین انجام دهد، حریف را به جهات مختلف پرتاب کند، از وسایل محیطی برای آسیب رسانی بیشتر استفاده نماید و حرکات ویژه ای مانند خفه کردن یا کوبیدن حریف به دیوار را اجرا کند.
انواع سلاح های سرد مانند چوب بیسبال، آچار و باتون پلیس نیز در طول بازی در دسترس هستند. در نسخه های ویژه ای که برای پلی استیشن ۳ و وی منتشر شد، این سیستم مبارزه با استفاده از قابلیت های حرکتی کنسول ها ارتقا یافته است.
اخاذی و خانواده‌های رقیب
یکی از بخش‌های اصلی گیم‌پلی در بازی پدرخوانده، اخاذی از کسب‌وکارهاست. بازیکن باید با ارعاب صاحبان مشاغل، پول اخاذی به دست آورد تا بتواند سطح خود را ارتقا دهد، مأموریت‌های خاصی را تکمیل کند و درآمد کسب نماید. هنگام ارعاب صاحب یک کسب‌وکار، یک نوار در صفحه نمایش ظاهر می‌شود که شامل بخش سبز و قرمز است. برای موافقت صاحب کسب‌وکار با پرداخت، بازیکن باید او را تا پر شدن نوار تا بخش سبز ارعاب کند. هرچه میزان ارعاب بیشتر باشد، مبلغ پرداختی افزایش می‌یابد. اما اگر نوار از بخش قرمز عبور کند، صاحب مغازه مقاومت کرده و از پرداخت خودداری می‌کند.
هر صاحب کسب‌وکار نقطه ضعفی دارد که اگر بازیکن آن را شناسایی کند، مبلغ پرداختی سریع‌تر افزایش می‌یابد. روش‌های ارعاب شامل کتک زدن صاحب مغازه، تخریب مغازه، حمله به مشتریان یا نشانه گرفتن اسلحه به سمت آن‌ها می‌شود. در نسخه‌های ایکس‌باکس ۳۶۰، وی و پلی‌استیشن ۳، بازیکن گاهی می‌تواند به جای ارعاب، خدمتی برای صاحب کسب‌وکار انجام دهد که ممکن است شامل ترور یک فرد، ارعاب شخصی خاص یا حضور در مکانی مشخص در زمانی معین باشد. انجام این خدمات باعث می‌شود حداکثر مبلغ ممکن پرداخت شود.
بازی شامل پنج منطقه جغرافیایی اصلی است: لیتل ایتالی (تحت کنترل خانواده کورلئونه)، بروکلین (خانواده تاتالیا)، نیوجرسی (خانواده استراچی)، هلز کیچن (خانواده کونیو) و میدتاون (خانواده بارزینی). اگرچه کل نقشه از ابتدا قابل کاوش است، اما بازی بازیکن را تشویق می‌کند ابتدا بر لیتل ایتالی تمرکز کند، چرا که تسلط بر این منطقه آسان‌تر است.
برای کنترل کامل یک منطقه، بازیکن باید تمام کسب‌وکارها و شبکه‌های خلافکاری خانواده‌های رقیب را تحت اخاذی درآورد و انبارها و مراکز عملیاتی آن‌ها را تصرف کند. بسیاری از کسب‌وکارها پوششی برای فعالیت‌های خلافکارانه هستند که می‌توان آن‌ها را مشابه مغازه‌ها تحت اخاذی گرفت، با این تفاوت که در مورد شبکه‌های خلافکاری، بازیکن این گزینه را دارد که رئیس شبکه را با پول بخرد. کنترل این شبکه‌ها درآمد بیشتری نسبت به اخاذی از مغازه‌ها دارد.
بازیکن می‌تواند انبارها و مراکز عملیاتی را نیز تحت کنترل درآورد. انبارها شبکه‌های خلافکاری را تأمین می‌کنند و مراکز عملیاتی، انبارها را. هر دو مکان به شدت محافظت می‌شوند و بازیکن باید راه خود را به داخل باز کند و رئیس آنجا را پیدا کند تا او را ارعاب نماید. انبارها درآمد بیشتری نسبت به شبکه‌های خلافکاری و مراکز عملیاتی درآمد بیشتری نسبت به انبارها دارند.
در نهایت، بازیکن باید به مقر اصلی دشمن حمله کند. تخریب این مقر به معنای شکست کامل آن خانواده است. برای این کار، بازیکن باید وارد مقر شده و بمب کار بگذارد. همه مقرها دو ساختمان دارند که هر دو باید بمب‌گذاری شوند و به شدت توسط سربازان و عوامل آن خانواده محافظت می‌شوند.
انتقام
در طول بازی، با تصرف کسب‌وکارهای خانواده‌های رقیب و کشتن اعضای آنها، سطح "کینه‌توزی" (وندتا) افزایش می‌یابد. اگر این سطح بیش از حد بالا برود، یک جنگ مافیایی آغاز خواهد شد. در این حالت، اعضای خانواده رقیب به محض دیدن بازیکن به او حمله کرده و به کسب‌وکارها، شبکه‌های خلافکاری، انبارها و مراکز عملیاتی تحت کنترل خانواده کورلئونه حمله می‌کنند. راه‌های پایان دادن به جنگ مافیایی عبارتند از:  
- بمب‌گذاری در یکی از کسب‌وکارهای خانواده رقیب به عنوان تلافی  
- رشوه دادن به یک مأمور FBI تا خانواده رقیب را مشغول کند تا سطح کینه‌توزی کاهش یابد  
علاوه بر سطح کینه‌توزی، بازیکن باید مراقب "حساسیت پلیس" (هیت) نیز باشد. اقداماتی مانند:
- شلیک به اعضای خانواده‌های رقیب در ملاء عام  
- کشتن شهروندان بی‌گناه  
- حمله به افسران پلیس  
همگی باعث افزایش سطح حساسیت پلیس می‌شوند. اگر این سطح بیش از حد بالا برود، پلیس به محض دیدن بازیکن به او شلیک خواهد کرد.  
راه‌های کاهش حساسیت پلیس: 
- رشوه دادن به پلیس برای نادیده گرفتن موقت اقدامات بازیکن  
- رشوه دادن به یک کاپیتان پلیس که مدت مشخصی به بازیکن مهلت می‌دهد تا آزادانه اقدامات غیرقانونی انجام دهد  
در نسخه‌های Xbox 360، Wii و PlayStation 3:  
- پلیس‌هایی که رشوه گرفته‌اند در درگیری‌های مسلحانه با خانواده‌های رقیب از بازیکن حمایت می‌کنند
- بازیکن می‌تواند به جای رشوه، کاپیتان پلیس را باج‌گیری کند (البته فقط در صورتی که اطلاعات خاصی درباره فعالیت‌های غیرقانونی کاپیتان از NPCها جمع‌آوری کرده باشد)  
این مکانیک‌ها به بازی عمق استراتژیک می‌بخشند و بازیکن باید بین پیشبرد اهداف جنایی خود و مدیریت عواقب آن تعادل برقرار کند.
رتبه
بازی شامل مأموریت‌های داستانی است که پیشرفت در آن‌ها تنها راه ارتقای رتبه بازیکن در خانواده کورلئونه محسوب می‌شود. بازیکن می‌تواند از مقام غریبه به سطوح مختلفی از جمله گانگستر، همکار، سرباز، کاپو، معاون رئیس، رئیس و در نهایت رئیس مطلق نیویورک صعود کند. با این حال، تکمیل تمام مأموریت‌های اصلی تنها بازیکن را تا سطح معاون رئیس می‌رساند. برای رسیدن به بالاترین سطح (رئیس مطلق نیویورک)، بازیکن باید:  
- تمام کسب‌وکارها، شبکه‌های خلافکاری، انبارها و مراکز عملیاتی رقبا را تصرف کند  
- تمام مقرهای اصلی رقیب را نابود کند  
- تمام خانه‌های امن را تحت مالکیت درآورد  
سیستم پیشرفت دیگر بازی مبتنی بر "احترام" است. کسب احترام به بازیکن امکان ارتقای سطح را می‌دهد که نقاط مهارتی برای تقویت ویژگی‌های مختلف اعطا می‌کند. روش‌های کسب احترام شامل:  
- تکمیل مأموریت‌ها  
- اخاذی از کسب‌وکارها  
- تصرف شبکه‌های خلافکاری  
- انفجار گاوصندوق‌ها  
- رشوه به پلیس  
- سرقت از بانک‌ها  
- موفقیت در ارتباط با زنان  
- کشف مناطق جدید  
- اجرای حرکات ویژه  
- انجام ترورها و خدمات ویژه  
این سیستم‌های پیشرفت به بازی عمق استراتژیک می‌بخشند و بازیکن را تشویق می‌کنند تا در جنبه‌های مختلف فعالیت جنایی مهارت کسب کند.

## داستان
در سال ۱۹۳۶ در محله لیتل ایتالی نیویورک، آلدو تراپانی جوان (با صداپیشگی اندرو پیفکو) شاهد قتل پدرش جانی (آدام هرینگتون) - یکی از سربازان خانواده کورلئونه - توسط خانواده رقیب بارزینی است. دون ویتو کورلئونه (مارلون براندو/داگ آبراهامز) به آلدو دلداری می‌دهد و به او قول می‌دهد زمانی که بزرگ شود، فرصت انتقام فرا خواهد رسید. سال‌ها بعد، مادر آلدو، سارافینا (سیرنتا لئونی) در مراسم عروسی دختر ویتو از او درخواست می‌کند تا آلدو را که به گروهی از دزدان جوان پیوسته، نجات دهد. ویتو لوکا براسی (گری چاک) را برای یافتن آلدو و استخدام او در خانواده می‌فرستد.
پس از آموزش فنون مبارزه و اخاذی توسط براسی، آلدو به پاولی گاتو (تونی آلکانتر) معرفی می‌شود. او به گاتو و مارتی "مونک" مالون (جیسون شومبینگ) در انتقام از دو مردی که به دختر بوناسرا - دوست ویتو - حمله کرده‌اند کمک می‌کند. سپس همراه براسی به ملاقات ویرجیل سولوتزو (ریچارد نیومن) می‌رود که با حمایت خانواده تاتالیا قصد انتقام از ویتو به خاطر مخالفتش با تجارت کوکائین را دارد. براسی که مأمور جاسوسی بوده، لو می‌رود و به قتل می‌رسد. آلدو پس از کشتن قاتل براسی، ویتو را که مورد سوءقصد قرار گرفته به بیمارستان می‌رساند.
در مقر کورلئونه، آلدو با کاپوهای پیتر کلمنزا (داگ آبراهامز) و سالواتوره تسیو (آبه ویگودا) و مشاور خانواده تام هیگن (رابرت دوال) آشنا می‌شود. پس از ترفیع به درجه انفورسر، آلدو مأمور محافظت از ویتو در بیمارستان می‌شود و در آنجا با فرانکی (جنیفر کوپینگ) - خواهر مونک - و مایکل کورلئونه (جوزف می) آشنا می‌شود. پس از یک سوءقصد دیگر به ویتو که آلدو آن را خنثی می‌کند، او به درجه همکار ارتقا می‌یابد و گاتو را به خاطر خیانت می‌کشد.
آلدو سپس به هالیوود سفر می‌کند تا به جانی فونتین - پسرخوانده ویتو - برای کسب نقش اصلی در یک فیلم کمک کند. پس از بازگشت به نیویورک، آلدو شاهد ترور سانی کورلئونه توسط خانواده بارزینی است. پس از مرگ ویتو و به قدرت رسیدن مایکل، آلدو به درجه کاپو ارتقا می‌یابد و مأمور کشف خیانت مونک و تسسیو می‌شود.
در روز تعمید فرزند مایکل، آلدو مأمور ترور روسای چهار خانواده رقیب می‌شود و با انجام این مأموریت، انتقام قتل پدرش را می‌گیرد. مایکل او را به معاون رئیس خانواده منصوب می‌کند و اگر بازیکن تمام مقرهای خانواده‌های رقیب را نابود کند، آلدو به عنوان رئیس مطلق نیویورک تاجگذاری می‌کند.
این داستان با وفاداری به رویدادهای فیلم کلاسیک پدرخوانده ساخته شده و شخصیت آلدو تراپانی را به عنوان فردی که همزمان با حوادث اصلی فیلم رشد می‌کند، به خوبی توسعه داده است. بازی با ترکیب عناصر داستانی و گیم‌پلی جهان باز، تجربه‌ای منحصر به فرد از زندگی مافیایی را ارائه می‌دهد.